# Malý Lipník
Malý Lipník és un poble i municipi d'Eslovàquia. Es troba a la regió de Prešov, al nord del país.

## Història
La primera referència escrita de la vila data del 1600.

## Demografia
| Godina             | 1994 | 2004   | 2014   | 2024   |
| ------------------ | ---- | ------ | ------ | ------ |
| Nombre de persones | 480  | 458    | 454    | 484    |
| Diferència         |      | −4,58% | −0,87% | +6,60% |

| Godina             | 2023 | 2024   |
| ------------------ | ---- | ------ |
| Nombre de persones | 467  | 484    |
| Diferència         |      | +3,64% |